# Принцип правовой определённости
Принцип правовой определённости требует ясности и постоянства в правовом положении субъектов и содержании правовых норм.

## Определение
Правовая система, в основе которой лежит этот принцип, защищает тех, кто подчиняется закону, в том числе и от произвола государственной власти. Это одна из задач этого принципа, или одна из задач правовой системы, в основе которой лежит этот принцип. Из этого принципа вытекает требование, чтобы решения, в том числе органов государственной власти, принимались в соответствии с правовыми нормами, то есть, были законными. Концепция правовой определенности может быть сильно связана с суверенитетом личности в национальном праве. Степень влияния принципа правовой определённости на закон варьируется в разных странах. Тем не менее, принцип правовой определенности часто служит центральным принципом для разработки правовых методов, на основании которых закон должен разрабатываться, толковаться и применяться.
Принцип правовой определённости является общепризнанной правовой концепцией как в Романо-германской правовой системе, так и в Общем праве. В романо-германской правовой системе принцип правовой определённости понимается как максимальная предсказуемость правовых действий чиновников. В правовых системах, основанных на общем праве, принцип правовой определённости часто объясняется с точки зрения способности граждан организовать свои дела таким образом, чтобы не нарушать закон. При этом в рамках обеих этих правовых систем принцип правовой определённости рассматривается в качестве базового мерила законности законодательных актов и административных мер, исходящих от органов государственной власти.

## Принцип правовой определённости и верховенство права
Видный теоретик права Густав Радбрух (нем. Gustav Radbruch) рассматривал принцип правовой определённости, правосудие и политику как три фундаментальных столпа права. Сегодня принцип правовой определённости признан на международном уровне как главное требование для обеспечения верховенства права. Организация экономического сотрудничества и развития считает, что концепцию верховенства права "во-первых и прежде всего стремится подчеркнуть необходимость обеспечения общества, основанного на верховенстве права, в интересах правовой определённости и предсказуемости". На встрече министров иностранных дел стран большой восьмёрки в Потсдаме в 2007 году, участники выразили приверженность верховенству права как основополагающему принципу, который влечёт за собой соблюдение принципа правовой определённости.

## Действие принципа в процессуальном праве
Принцип правовой определённости в процессуальном праве ограничивает возможность пересмотра вступившего в законную силу решения суда для предотвращения злоупотребления правом лицами, участвующими в деле (как правило, проигравшей стороной), а также устанавливает невозможность инициирования пересмотра вступившего в законную силу решения суда органами государственной власти, а также лицами, чьи права не были затронуты судебным разбирательством.

### История практического применения принципа в России
Социалистическое право, изначально унаследованное Россией от СССР, не предусматривало временных ограничений на подачу надзорных жалоб по гражданским и уголовным делам. Пересекательный срок подачи надзорных жалоб по уголовным делам не установлен и в действующем уголовно-процессуальном кодексе РФ, предоставляя таким образом возможность для пересмотра приговоров по уголовным делам, вынесенных в СССР в течение всего периода его существования. Эта возможность используется для пересмотра уголовных дел жертв политических репрессий в СССР.
Изначально гражданско-процессуальный кодекс РФ, вступивший в действие с 1 февраля 2003 года, в этом отношении наследовал нормы ГПК РСФСР, который не устанавливал пресекательных сроков для подачи надзорных жалоб. После ратификации Россией ЕКПЧ, лица, проигравшие судебные споры из-за пересмотра в надзорной инстанции вступивших в законную силу решений суда, стали обращаться в ЕСПЧ с жалобами на применение в их делах норм ГПК РФ и ГПК РСФСР, касающихся производства в надзорной инстанции. ЕСПЧ, руководствуясь прецедентным подходом к толкованию ЕКПЧ, в целом ряде своих решений установил, что принцип правовой определённости вытекает из права на справедливый суд, установленного статьёй 6 ЕКПЧ. Исходя из этого толкования ЕСПЧ неоднократно признавал власти России виновными в нарушении конвенционных прав заявителей, по делам которых были пересмотрены в порядке надзора решения суда, вступившие в законную силу. Опираясь на эти решения ЕСПЧ ряд заявителей обратился в Конституционный Суд РФ, прося признать неконституционными соответствующие положения ГПК РФ. Конституционный Суд РФ по этим жалобам вынес Постановление, в котором признал не соответствующими Конституции РФ нормы ГПК РФ, не устанавливающие пресекательный срок на подачу надзорных жалоб, а также позволяющие подавать надзорные жалобы лицам, не принимавшим участия в деле, в том числе прокурору. В дальнейшем в ГПК РФ были внесены изменения, установившие пресекательный срок на подачу надзорной жалобы равный 6 месяцам, и лишившие права надзорную инстанцию Верховного Суда РФ передавать в порядке надзора надзорную жалобу на рассмотрение в надзорную инстанцию суда субъекта Российской Федерации.
В арбитражном процессуальном кодексе РФ аналогичные изменения появились гораздо раньше, так как для их внесения не потребовалось вмешательства Конституционного Суда РФ. Изменения, учитывающие последние тенденции решений ЕСПЧ, оперативно инициировались председателями ВАС РФ, что получило и соответствующую оценку: группой европейских юристов АПК РФ был признан лучшим процессуальным кодексом Европы.

## В Европе
В праве европейских стран принцип правовой определённости рассматривается как одно из фундаментальных качеств правовой системы, и как требование, которое обеспечивает верховенство права. Такая концепция прослеживается в английском праве и она принята в правовых системах всех стран Европы. Также в ряде европейских стран принцип правовой определённости связан с понятием правовых гарантий.